# Gabriel García Márquez
Gabriel José García Márquez (Aracataca, 6 de março de 1927 — Cidade do México, 17 de abril de 2014) foi um escritor, jornalista, editor, ativista e político colombiano. Considerado um dos autores mais importantes do século XX, foi um dos escritores mais admirados e traduzidos no mundo, com mais de 40 milhões de livros vendidos em 36 idiomas.
Foi laureado com o Prémio Internacional Neustadt de Literatura em 1972, e o Nobel de Literatura de 1982 pelo conjunto de sua obra que, entre outros livros, inclui o aclamado Cem Anos de Solidão. Foi o maior representante do que ficou conhecido como realismo mágico na literatura latino-americana. Viajou muito pela Europa e viveu até à morte no México. Era pai do cineasta Rodrigo García.

## Primeiros dias
Gabriel García Márquez, também conhecido por Gabo, nasceu em 6 de março de 1927, na cidade de Aracataca, Colômbia, filho de Gabriel Eligio García e de Luisa Santiaga Márquez, que tiveram ao todo onze filhos. Logo depois que García Márquez nasceu, seu pai se tornou um farmacêutico. Em janeiro de 1929, seus pais se mudaram para Barranquilla, enquanto García Marquez permaneceu em Aracataca. Foi criado por seus avós maternos, Doña Tranquilina Iguarán e o coronel Nicolás Ricardo Márquez Mejía. Quando ele tinha oito anos, seu avô morreu, e ele se mudou para a casa de seus pais em Barranquilla, onde seu pai era proprietário de uma farmácia.
Seu avô materno Nicolás Márquez, que era um veterano da Guerra dos Mil Dias, cujas histórias encantavam o menino, e sua avó materna Tranquilina Iguarán, exerceram forte influência nas histórias do autor. Um exemplo são os personagens de Cem Anos de Solidão.
Gabriel estudou em Barranquilla e no Liceu Nacional de Zipaquirá. Passou a juventude ouvindo contos das Mil e Uma Noites; sua adolescência foi marcada por livros, em especial A Metamorfose, de Franz Kafka. Ao ler a primeira frase do livro, "Quando certa manhã Gregor Samsa acordou de sonhos intranquilos, encontrou-se em sua cama metamorfoseado num inseto monstruoso", pensou "então eu posso fazer isso com as personagens? Criar situações impossíveis?". Em 1947 muda-se para Bogotá para estudar direito e ciências políticas na universidade nacional da Colômbia, mas abandonou antes da graduação. Em 1948 vai para Cartagena das Índias, Colômbia, e começa seu trabalho como jornalista.

## Jornalismo
Seu trabalho como jornalista foi para o jornal El Universal. Em 1949, foi para Barranquilla e trabalhou como repórter para o jornal El Heraldo. Nesse mesmo período participou num grupo de escritores para estimular a literatura. Em 1954, passou a trabalhar no El Espectador como repórter e crítico.
Em 1958, trabalhou como correspondente internacional na Europa, retornou a Barranquilla e casou-se com Mercedes Barcha, com quem teve dois filhos: Rodrigo e Gonzalo. Em 1961, foi para Nova Iorque trabalhar como correspondente internacional, mudando-se depois para o México.

## Literatura

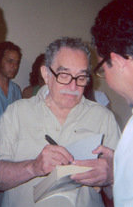
Gabriel García Márquez (no centro), concedendo autógrafos

Seus livros alcançaram repercussão na Europa nos anos 1960 e 1970. Seus livros refletiam sobre os rumos políticos e sociais da América Latina, e, de maneira mais abrangente, sobre a condição humana, especialmente da solidão. Afirmou o autor que toda sua obra foi um esforço em escrever um único livro: O livro da solidão. Teve como seu primeiro trabalho o romance La Hojarasca (A revoada; ou O enterro do diabo, em algumas edições em português), publicado em 1955. O livro Relato de um náufrago, que conta a história verídica do naufrágio de Luis Alejandro Velasco, foi publicado em edições semanais no El Espectador, e só foi publicada em formato de livro anos depois, sem que o autor soubesse. Em 1961, publicou Ninguém escreve ao coronel, obra que, embora tenha representado um grande avanço no sentido de alcançar o domínio estrutural do romance, ainda não prenunciava o modo maravilhoso que iria guiar seus romances futuros. Ainda em 1962, publica outro romance, O veneno da madrugada, além de outro volume de contos, Os funerais da Mamãe Grande. Até então, a fama de García Márquez enquanto narrador estava circunscrita ao meio literário colombiano. Somente em 1967, quando publica Cem Anos de Solidão — obra prima que narra a história da família Buendía na cidade fictícia de Macondo, desde sua fundação até a sétima geração -, considerado um marco da literatura latino-americana e exemplo maior do estilo a partir de então denominado "Realismo Fantástico", é que o autor começa a ter seu talento reconhecido mundialmente. Aclamado instantaneamente como um dos maiores romances do século XX, Cem anos de solidão garantiu que a expectativa sobre os livros de García Márquez, daí em diante, fosse sempre a máxima possível. Ao sucesso absoluto de Cem Anos de Solidão seguiu-se a publicação de um outro volume de contos, A incrível e triste história da Cândida Erêndira e sua avó desalmada (1972), mais uma obra que exercitava o modo do real-maravilloso (como conceituara Alejo Carpentier). Depois de anos sem publicar nenhum romance, García Márquez escreveu aquele que considera como seu maior logro literário, O outono do patriarca (1975), livro que relata a história de um ditador sul-americano, com contornos prototípicos, que vive a situação absurda e solitária do "poder total". De tal maneira o livro foi bem-sucedido do ponto de vista da observação da alma interior daquele que detém o poder, que mereceu do general Omar Torrijos, que comandou o Panamá em estado de exceção de 1968 até 1981, a afirmação de que “’O seu melhor livro é O outono do patriarca: todos somos assim como você diz’”. Em 1981, publica novo romance, Crônica de uma Morte Anunciada, baseado na trágica história acontecida a Santiago Nasar, assassinado em frente à sua casa, depois de sua morte ter sido anunciada, sem que soubesse, a toda a cidade. Seu último grande livro foi O amor nos tempos do cólera, publicado em 1985, após ter sido laureado com o prêmio Nobel de Literatura, em 1982. O livro narra a história do amor de Florentino Ariza por Fermina Daza, livremente inspirado na história dos pais de García Márquez. Suas novelas e histórias curtas o levaram ao Nobel de Literatura em 1982. Em 2002, publicou sua autobiografia Viver para contar, logo após ter sido diagnosticado um câncer linfático. García Marquéz apontou, entre outros, como seus mestres os escritores estadunidenses William Faulkner e Ernest Hemingway.

## Cinema
Teve interesse por cinema e trabalhou principalmente como diretor. Em 1950, estudou no Centro Experimental de Cinema em Roma. Participou diretamente de alguns filmes, tais como Juego peligroso, Presságio, Erendira, entre outros. Em 1986, fundou a Escola Internacional de Cinema e Televisão em Cuba, para apoiar a carreira de jovens da América Latina, Caribe, Ásia e África. Em 1990, conheceu Woody Allen e Akira Kurosawa, diretores pelos quais teve admiração.
Trabalhou como roteirista no filme Fábula de la bella Palomera.

## Morte
Em abril de 2009 Márquez declarou que havia se aposentado e que não pretendia escrever mais livros. Essa notícia viu-se confirmada em 2012, quando o seu irmão, Jaime Garcia Marquez, anunciou que foi diagnosticada uma demência a Gabriel Garcia Marquez e que, embora estivesse em bom estado físico, havia perdido a memória e não voltaria a escrever.
García Márquez morreu em 17 de abril de 2014 na Cidade do México, vítima de uma pneumonia, pouco mais de um mês após completar 87 anos. O autor lutava contra a reincidência de um cancro que atingia seus pulmões, gânglios e fígado. Em 1999, ele já tinha conseguido superar um cancro linfático.

### Repercussão
A morte do escritor repercutiu mundialmente, o presidente estadunidense Barack Obama declarou ser fã do autor, orgulhando-se de possuir um exemplar autografado por este de Cem Anos de Solidão e dizendo "o mundo perdeu um dos maiores e mais visionários escritores, um dos meus preferidos desde que eu era jovem", enquanto escritores como Luís Fernando Veríssimo declararam que García Márquez mudou a ótica do mundo com relação à América do Sul.
| “ | Mil anos de solidão e tristeza pela morte do maior colombiano de todos os tempos! | ” |
|   | — Juan Manuel Santos, presidente da Colômbia, ABC News.                           |   |

## Obras
- A Revoada (O Enterro do Diabo) (La Hojarasca) (1955)
- Relato de um náufrago (1955)
- Ninguém escreve ao coronel (1961)
- Os funerais da mamãe grande (1962)
- A sesta de terça-feira (1962)
- Má hora: o veneno da madrugada (1962)
- Cem anos de solidão  (1967)
- A última viagem do navio fantasma (1968)
- Um senhor muito velho com umas asas enormes (1968)
- A incrível e triste história de Cândida Eréndira e sua avó desalmada (1972)
- Olhos de cão azul (1972)
- O outono do Patriarca (1975)
- Maria dos prazeres (1979)
- Crônica de uma morte anunciada  (1981)
- Textos Caribenhos (1948-1952) - Obra Jornalística - Volume 1 (1981)
- Textos Andinos (1954-1955) - Obra Jornalística - Volume 2 (1982)
- Cheiro de goiaba (1982)
- Da Europa e da América - (1955-1960) - Obra Jornalística - Volume 3 (1983)
- Reportagens Políticas (1974-1995) - Obra Jornalística - Volume 4 (1984)
- O Amor nos tempos do cólera   (1985)
- O verão feliz da senhora Forbes (1986)
- A aventura de Miguel Littín Clandestino no Chile (1986)
- O general em seu labirinto (1989)
- Crônicas (1961-1984) - Obra Jornalística - Volume 5 (1991)
- Entre amigos (1990)
- Doze contos peregrinos (1992)
- Do amor e outros demônios   (1994)
- Notícia de um Seqüestro (1996)
- Como contar um conto (1998)
- Viver para contar (2002)
- Memória de minhas putas tristes (2004)
- Eu não vim fazer um discurso (2010)
- Em agosto nos vemos (a publicar em 2024)

## Prémios e condecorações
- Prémio de Novela ESSO por "má hora: o veneno da madrugada" (1961)
- Doutor Honoris Causa da Universidade Columbia em Nova Iorque (1971)
- Medalha da Legião Francesa em Paris (1981)
- Condecoração Águila Azteca no México (1982)
- Nobel de Literatura (1982)
- Prémio quarenta anos do Círculo jornalístico de Bogotá (1985)
- Membro honorário do Instituto Caro y Cuervo em Bogotá (1993)
- Doutor Honoris Causa da Universidade de Cádiz (1994)

## Fundação Gabriel García Márquez
Em 1994 fundou, em Cartagena, Colômbia, uma fundação que leva seu nome cuja competência é estimular e premiar as vocações, a ética e a boa reportagem no jornalismo lationoamericano.

## García Márquez na ficção
Em 2015 foi publicado o romance Cartagena, de Claudia Amengual, com García Márquez nos seus últimos anos de vida.